# Pelecorhynchus fusconiger
Pelecorhynchus fusconiger är en tvåvingeart som först beskrevs av Walker 1848.  Pelecorhynchus fusconiger ingår i släktet Pelecorhynchus och familjen Pelecorhynchidae. Inga underarter finns listade i Catalogue of Life.